# Háalda (kulle i Island, Suðurland, lat 64,29, long -20,15)
Háalda är en kulle i republiken Island. Den ligger i regionen Suðurland, 90 km öster om huvudstaden Reykjavík. Toppen på Háalda är 261 meter över havet.
Trakten runt Háalda är nära nog obefolkad, med mindre än två invånare per kvadratkilometer. Närmaste större samhälle är Flúðir, omkring 19 kilometer sydväst om Háalda. Trakten runt Háalda består i huvudsak av gräsmarker.